# Пищин (Нижньосілезьке воєводство)
Пищин (пол. Pyszczyn, нім. Pitschen) — село в Польщі, у гміні Жарув Свідницького повіту Нижньосілезького воєводства.
Населення — 188 осіб (2011).
У 1975-1998 роках село належало до Валбжиського воєводства.

## Демографія
Демографічна структура станом на 31 березня 2011 року:
|          | Загалом | Допрацездатний вік | Працездатний вік | Постпрацездатний вік |
| -------- | ------- | ------------------ | ---------------- | -------------------- |
| Чоловіки | 93      | 25                 | 59               | 9                    |
| Жінки    | 95      | 28                 | 52               | 15                   |
| Разом    | 188     | 53                 | 111              | 24                   |